# Theophanes Continuatus
Theophanes Continuatus („Fortsetzer des Theophanes“; mittelgriechisch Συνέχεια Θεοφάνη; Οἱ μετὰ Θεοφάνην, lateinisch Scriptores post Theophanem oder Continuatio Theophanis) ist die Bezeichnung für eine Sammlung von Kaiserbiographien des Byzantinischen Reiches, die in einem Manuskript aus dem 11. Jahrhundert (Cod. Vat. Gr. 167) erhalten ist. Das Geschichtswerk entstand im Auftrag des Kaisers Konstantin VII. Porphyrogennetos und beinhaltet die Biographien der byzantinischen Kaiser aus der Zeit von 813 bis 961.
Theophanes Continuatus ist eine von mehreren Verfassern geschriebene Fortführung der von 285 bis 813 reichenden Weltchronik des Theophanes Homologetes, wobei sich der Stil aber deutlich von Theophanes unterscheidet (siehe auch Makedonische Renaissance). Die ersten vier Bücher umfassen die Biographien der Kaiser von Leo V. dem Armenier bis Michael III., der anonyme Verfasser weicht jedoch vom streng annalistischen Prinzip des Theophanes ab. Das fünfte Buch enthält eine von Kaiser Konstantin VII. Porphyrogennetos geschriebene Biographie seines Großvaters Basileios I., die so genannte Vita Basilii. Das sechste Buch ist möglicherweise von Theodoros Daphnopates († ca. 963) mitverfasst worden. Es beinhaltet kurze biographische Darstellungen der Kaiser Leo VI., Alexander, Konstantin VII., Romanos I. Lakapenos und Romanos II. Die Chronik ist eine offizielle Historiographie des makedonischen Kaiserhauses.

## Ausgaben
- Immanuel Bekker (Hrsg.): Theophanes Continuatus, Chronographia. Corpus Scriptorum Historiae Byzantinae, Weber, Bonn 1838
- Chronographiae quae Theophanis Continuati nomine fertur Liber quo Vita Basilii Imperatoris amplectitur. Recensuit Anglice vertit indicibus instruxit Ihor Ševcenko. De Gruyter, Berlin/Boston 2012, ISBN 978-3-11-022739-0. Edition mit griechisch-englischem Paralleltext [2]
- Chronographiae quae Theophanis Continuati nomine fertur Libri I-IV. Recensuerunt anglice verterunt indicibus instruxerunt Michael Featherstone et Juan Signes-Codoñer, nuper repertis schedis Caroli de Boor adiuvantibus. De Gruyter, Berlin/Boston 2015, ISBN 978-1-61451-959-1. Edition mit griechisch-englischem Paralleltext [3]
- Chronographiae quae Theophanis Continuati nomine fertur Liber VI. Recensuerunt anglice verterunt indicibus instruxerunt Michael Featherstone et Juan Signes-Codoñer. De Gruyter, Berlin/Boston 2025, ISBN 9783111337005. Edition mit griechisch-englischem Paralleltext [4]